# Canada Eastern Railway
Die Canada Eastern Railway (CE) war eine Eisenbahngesellschaft in der kanadischen Provinz New Brunswick. Sie wurde 1870 zunächst als Northern and Western Railway gegründet und baute eine Bahnstrecke von South Devon am Saint John River gegenüber der Provinzhauptstadt Fredericton in Richtung Nordosten bis an die Intercolonial Railway. Die Verbindung mit dieser Bahn wurde in Nelson hergestellt. Die Strecke ging 1887 nach drei Jahren Bauzeit in Betrieb und verlief in den Tälern des Nashwaak River und des Southwest Miramichi River. Da gleichzeitig die Chatham Branch Railway (ab 1888 Chatham Railroad) eröffnet wurde, die die Verlängerung der Northern&Western bis nach Chatham darstellte, nannte man den Knotenbahnhof Chatham Junction. 1889 wurde eine Brücke über den St. John River eröffnet und die Strecke nach Fredericton verlängert.
1891 fusionierte die Northern&Western mit der Chatham Railroad zur Canada Eastern Railway (CE). Kurz darauf wurde deren Strecke über Chatham hinaus nach Loggieville verlängert. 1904 erwarb die Intercolonial Railway die CE. Der Abschnitt von Blackville nach Chatham Junction wurde schon 1912 stillgelegt, als eine neue parallele Verbindung über Quarryville eröffnet wurde. 1985 endete der Betrieb zwischen McGivney und Blackville sowie zwischen Chatham und Loggieville, 1995 wurde die Strecke Fredericton–McGivney stillgelegt. Somit ist von der CE-Strecke nur noch der kurze Abschnitt von Nelson Junction (ehem. Chatham Junction) bis Chatham in Betrieb. Er wird heute durch die New Brunswick East Coast Railway bedient.